# Steve Dalkowski
Steve Dalkowski (Nueva Inglaterra, Connecticut, 3 de junio de 1939 - New Britain (Connecticut), 19 de abril de 2020) fue un beisbolista estadounidense de las ligas menores que jugaba de lanzador zurdo.

## Biografía
Muchas veces fue llamado el más rápido lanzador de la historia del béisbol por su bola rápida que alcanzó según expertos una velocidad de 110 MPH, mientras otros expertos plantean que solo llegaba a 105 MPH o menos. Debido a su bola rápida, era conocido también como relampago blanco (White Lighting). También fue notorio por sus resultados impredecibles y su incapacidad de poder controlar sus lanzamientos. Su alcoholismo y su comportamiento violento fuera del campo de juego le causaron problemas durante su carrera y tras su retiro. Después de haberse retirado del béisbol, pasó varios años alcoholizado, trabajando para sobrevivir como trabajador a destajo. En la década de 1990 dejó el alcohol, pero le entró demencia y tenía dificultades para recordar hechos anteriores a la década de 1960.
El escritor y director de cine Ron Shelton jugó con él en las ligas menores y creó un personaje libremente basado en su vida, llamado Nuke LaLoosh para su película Bull Durham de 1988 (protagonizado por Tim Robbins).
El 24 de abril de 2020 se anunció su fallecimiento en New Britain, tenía ochenta años.